# Espace métropolitain Val de Loire-Maine
 (août 2014).
Si vous disposez d'ouvrages ou d'articles de référence ou si vous connaissez des sites web de qualité traitant du thème abordé ici, merci de compléter l'article en donnant les références utiles à sa vérifiabilité et en les liant à la section « Notes et références ».
L’Espace métropolitain Val de Loire-Maine est une association économique entre huit agglomérations des Pays de la Loire, du Centre-Val de Loire et de la Basse-Normandie. En tout, celles-ci englobent 1,6 million d'habitants dont les plus grands pôles sont Le Mans, Tours et Orléans. L'association ainsi conçue vise à renforcer le tourisme et l'économie locale avec des événements communs entre les différentes villes. L'excellence patrimoniale et la compétitivité à l'échelle nationale et surtout européenne sont les ambitions affichée de l'EMSVLM.

## Démographies

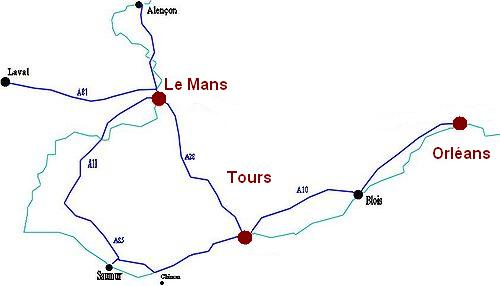
Géographie des villes de l'EMVLM

L'ensemble des métropoles constitue une chaîne d'environ 1,6 million d'habitants. La répartition est variée puisqu’elle va de le la petite de Chinon avec 8 169 habitants, jusqu'aux grandes villes du Mans, de Tours et d'Orléans. 
|         | Ville   | Pôle urbain | Intercommunalité | Aire urbaine | Superficie |
| Le Mans | 144 244 | 198 161     | 260 000          | 344 893      | 52,81 km2  |
| Tours   | 134 803 | 307 096     | 280 000          | 487 023      | 34,36 km2  |
| Orléans | 114 375 | 273 878     | 275 000          | 416 978      | 27,48 km2  |
| Blois   | 48 487  | 65 989      | 109 247          | 125 994      | 37,46 km2  |
| Laval   | 51 233  | 62 729      | 57 807           | 121 399      | 34,22 km2  |
| Saumur  | 28 654  | 31 501      | 61 239           | 47 792       | 66,35 km2  |
| Alençon | 28 458  | 42 258      | 49 957           | 67 411       | 10,68 km2  |
| Chinon  | 8 256   | ---         | 10 525           | 20 316       | 39,02 km2  |